# Àliga de Cardona
L'Àliga de Cardona és una figura antropomorfa que forma part de la imatgeria de Cardona. L'actuació va sempre lligada a la presència de la imatge de la Mare de Déu del Patrocini, patrona de la vila, a qui honora amb la seva dansa.

## Història
La figura actual (2013) es basa en un grafit d'uns 20 centímetres d'alçada d'una àliga antropomorfa, que es va trobar a la segona planta del Palau de Graells durant la restauració de l'edifici. l'any 1998. Segons els experts, podria tractar-se de la representació més antiga d'una àliga festiva trobat a Catalunya.
Existeix poca documentació sobre l'àliga que es feia ballar a Cardona. El més antic data del 1674, amb la celebració de les primeres festes de la Mare de Déu del Patrocini. L'altre document és del 1690 i és un albarà de la tresoreria comunal que recull un pagament per fer una reparació a l'àliga. Després del paper del 1690 no existeixen documents que parlin de l'Àliga.

## Construcció de l'àliga actual
La construcció de l'àliga l'ha realitzat el mestre geganter cardoní Toni Mujal. El projecte s'ha finançat gràcies a una operació de micro-mecenatge i aportacions fetes per l'Ajuntament i la gent del poble. L'Àliga de Cardona ha estat apadrinada per l'Àliga de Barcelona, en una acció que s'emmarca dins el conveni de col·laboració signat entre les dues poblacions per commemorar el 300 aniversari de la fi de la Guerra de Successió. Ha realitzat el seu primer ball el 7 de setembre del 2013, en els actes inclosos a la Festa Major. La música també és nova i és realitzada pel també cardoní Xavier Ventosa.